# 리바치

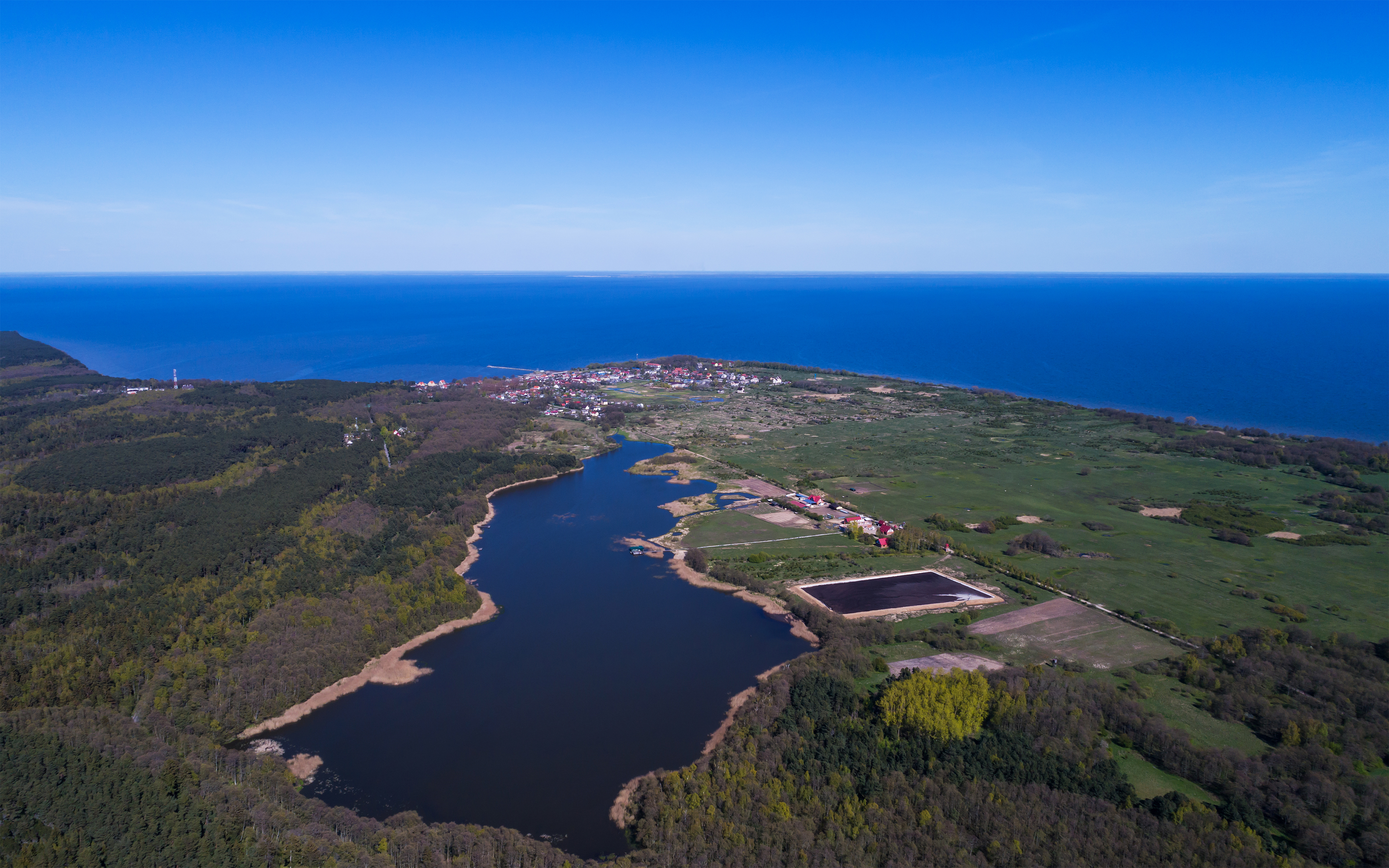

리바치(Рыбачий, 독일어: Rossitten, 리투아니아어: Rasytė)는 칼리닌그라드주의 도시이다. 동프로이센의 북쪽에 위치해 있었다. 1945년까지의 독일어 이름은 로시텐(Rossitten)이었고, 리투아니아어로는 라시테(Rasytė)였다.